# 过继
过继，亦作過房、過嗣、立嗣（立繼及命繼），是中国传统宗族观念中的一种收養行为，主要是出於「為宗」延續宗嗣，使祖先可繼續不受中斷地享有祭祀，故立男性繼承人而為之。古人因考量「神不歆非類，民不祀非族」，祖靈不受外人之奉祀，故通常盡量不會收養異姓為嗣。自三国以来，历代法律亦不支持收养异姓子:123—124。但同族过继的理想受到实际生活的挑战:65。

## 一般過繼
當一个家庭需要後嗣時，就从宗族或其他親屬中，收養一位子女，以維持祭祀香火或男性繼承人。即使一名男性无子身亡，家族仍可为其选择一位嗣子，形成亲子关系。唐宗室永安王李孝基無子，就“以从兄韶子道立为嗣”。還有過繼為孫的，如唐朝文豪白居易无子，“以其侄孙嗣”。

### 兼祧
兼祧，指一個男子同時兼任二房宗祧的一種過繼方式。

### 虚拟过继
有些地區生下小孩難養（體弱多病等）、与家人八字相冲，也會進行過繼（形式上），認為這樣孩子好養活些:65。广东大埔县甚至有将幼子“卖”给神佛。而在当地，虚拟过继与“卖”给神佛被称为“喊乖”、“卖乖”、“带乖”。家长借别人的旺运福气和神佛庇佑，只求孩子健康成长、延续血脉。故说是“卖贱骨头”，不享有任何权利与义务。在与民国时期赣南客家人相关的过继研究中，研究者认为客家人的虚拟过继与客家文化中的巫文化相关:72。

## 過繼母系
閩南與臺灣的部分地區流行過繼母系制度。广东地区称外甥过继舅舅为“母子归宗”（姑子归宗）。日本列島、琉球流行一種以贅婿作為養子的婿養子制。

## 過繼於人的名人

### 中國
（大致依照生年排列）
- 漢廢帝、汉宣帝：先后以汉昭帝嗣子身份入继为皇帝。
- 袁紹：（？－202年），東漢末年門閥名士、諸侯，後遭曹操打敗，鬱鬱而終。
- 曹芳、曹髦、曹奂：先后以魏明帝嗣子身份入继为皇帝。
- 范曄：（398年－445年），劉宋歷史學家，《後漢書》作者，生父為范泰，後過繼范弘之。
- 劉義慶：（403年－444年），劉宋宗室，臨川王，頗富文名，匯集名士編《世說新語》一書。
- 唐玄宗：（685年－762年），唐朝皇帝，少年時奉祖母武則天之命，過繼予其大伯唐義宗李弘為嗣子，後復歸睿宗李旦。
- 周世宗：（921年－959年），後周皇帝，勵精圖治，征伐契丹大勝，力進燕雲十六州時駕崩。養父郭威為後周太祖。
- 宋英宗：（1032年－1067年），北宋皇帝，生父為濮王趙允讓，養父為宋仁宗。治平元年（1064年）韓琦、歐阳修等大臣主張奏請尊禮濮王為皇考。引起另一派大臣的不滿，是為濮議。
- 宋孝宗：（1127年－1194年），南宋皇帝，宋太祖後裔。力戰金朝不屈，治國勤謹，政治安定。養父趙構為宋高宗。
- 宋理宗：（1205年－1264年），南宋皇帝，宋太祖後裔，程朱理學的提倡者。生父是宗室趙希瓐，養父趙擴為宋寧宗。
- 宋度宗：（1240年－1274年），南宋皇帝，宋太祖後裔，任用賈似道，又面臨強敵蒙古人，國家不振。生父是宗室趙與芮，養父趙昀為宋理宗。
- 王保保：（？－1375年），元朝名將，後入北元，對於安定時局頗有貢獻。養父察罕帖木兒為元朝潁川王。
- 金聖歎：（1608年－1661年），明末清初的文學家，曾評定六才子書，且把《水滸傳》刪改為七十回精簡本，後因哭廟案得罪清廷，被斬首。
- 顧炎武：（1613年－1682年），明末清初的思想家、史學家、文學家，與黃梨洲、王船山並稱「清初三大儒」。
- 多爾博（1643年－1673年），清初大臣，滿洲愛新覺羅氏。生父豫親王多鐸，養父睿親王多爾袞。
- 僧格林沁：（1811年－1865年），清朝名將，蒙古人，封親王，屢有戰功，捻亂時陣亡。養父為科爾沁郡王索特納木多布濟。
- 李經方：（1855年－1934年），清末臺灣交割大臣，負責馬關條約中臺灣割讓予日本之事宜。養父李鴻章為清朝宰輔。
- 袁世凱：（1859年－1916年），清末大臣，傾向共和，迫使宣統退位，後擔任首任中華民國大總統，1916年稱帝，失敗。生父袁保中乃河南地方名紳。養父袁保慶官至江南鹽巡道員。
- 宋嘉澍：（1863年－1918年），清末海南富商，子女為宋靄齡、宋慶齡、宋美齡、宋子文等民國名人。
- 清德宗：（1871年－1908年），清末皇帝，一生政權多遭慈禧太后把持，疑似被慈禧毒死。養父為清文宗。
- 楊肇嘉：（1892年－1976年），臺灣臺中望族、富商，社會運動家。養父為清朝奉政大夫楊澄若。
- 周恩来：（1898年－1976年），中华人民共和国党和国家领导人。生父周劭纲，生母万氏。出生后过继给叔父周贻淦为嗣。周贻淦逝世后，由周贻淦的妻子陈氏抚养长大。
- 陳進東：（1907年－1988年），臺灣醫師、政治人物，宜蘭縣羅東鎮人，曾任羅東鎮民代表、宜蘭縣議會議長、宜蘭縣長。養父為羅東門閥陳振光。
- 湯德章：（1907年－1947年），臺灣律師、議員，二二八事件無辜遭國民政府殺害。現臺南市有湯德章公園，以示紀念。
- 蔣緯國：（1916年－1997年），中華民國陸軍二級上將。生父戴傳賢、養父蔣介石，皆為民國重要政治人物。
- 江澤民：（1926年－2022年），前中共中央總書記、第三代中央領導集體核心。生父江世俊，曾任汪精衛政權宣傳部次長。嗣父江世侯（江上青），為中共安徽省東北特別委員。江世侯逝世后，因其无子，以江泽民为他的嗣子。

## 研究書目
- Ann Waltner著，曹南來譯：《煙火接續——明清的收繼與親族關係》（杭州：浙江人民出版社，1999）。